# Liste der Mitglieder des Landtages (Land Thüringen) (1. Wahlperiode)
Diese Liste gibt einen Überblick über alle Mitglieder des Landtages des Landes Thüringen in der 1. Wahlperiode (1920–1921). Die Wahl fand am 20. Juni 1920 statt. Angaben über die Wahlbeteiligung wurden amtlich nicht publiziert und beruhen auf Schätzungen.

## Sitzverteilung
| Partei | Stimmenanteil in % | Sitze    |
| ------ | ------------------ | -------- |
| USPD   | 27,87 %            | 15 Sitze |
| ThLB   | 20,61 %            | 11 Sitze |
| SPD    | 20,35 %            | 11 Sitze |
| DVP    | 15,77 %            | 8 Sitze  |
| DDP    | 7,30 %             | 4 Sitze  |
| DNVP   | 6,87 %             | 4 Sitze  |

## Landtagsvorstand
- Landtagspräsident: Arthur Drechsler (USPD)
- 1. Vizepräsident: Theodor Bauer (DVP)
- 2. Vizepräsident: Karl Mehnert (DDP)
- Alterspräsident: Rudolf Alander (DVP)

## Mitglieder
| Name                          | Lebensdaten | Partei | Wahlkreis                 | Anmerkungen                                                              |
| ----------------------------- | ----------- | ------ | ------------------------- | ------------------------------------------------------------------------ |
| Rudolf Alander                | 1851–1927   | DVP    | Sachsen-Weimar-Eisenach   |                                                                          |
| Wilhelm Bärwinkel             | 1880–1969   | USPD   | Schwarzburg-Sondershausen |                                                                          |
| August Baudert                | 1860–1942   | SPD    | Sachsen-Weimar-Eisenach   |                                                                          |
| Theodor Bauer                 | 1858–1944   | DVP    | Schwarzburg-Sondershausen |                                                                          |
| Erwin Baum                    | 1868–1950   | ThLB   | Sachsen-Altenburg         |                                                                          |
| Adam Benewitz                 | 1890–1923   | USPD   | Sachsen-Weimar-Eisenach   |                                                                          |
| Bruno Bieligk                 | 1889–1969   | USPD   | Schwarzburg-Sondershausen |                                                                          |
| Karl Breitenstein             | 1888–1961   | ThLB   | Schwarzburg-Sondershausen |                                                                          |
| Alban Bretschneider           | 1868–1939   | SPD    | Reuß                      |                                                                          |
| Hermann Brill                 | 1895–1959   | USPD   | Sachsen-Gotha             |                                                                          |
| Erich Burchardt               | 1867–1948   | DNVP   | Reuß                      | gewählt auf gemeinsamer Liste von DVP und DNVP                           |
| Arthur Drechsler              | 1882–1922   | USPD   | Reuß                      |                                                                          |
| Friedrich von Eichel-Streiber | 1876–1943   | DNVP   | Sachsen-Weimar-Eisenach   |                                                                          |
| Adalbert Enders               | 1856–1925   | DDP    | Sachsen-Meiningen         |                                                                          |
| Hermann Focke                 | 1865–1951   | ThLB   | Sachsen-Weimar-Eisenach   |                                                                          |
| August Frölich                | 1877–1966   | SPD    | Sachsen-Altenburg         |                                                                          |
| Kurt Geier                    | 1879–1950   | DVP    | Sachsen-Altenburg         | gewählt auf gemeinsamer Liste von DNVP und DVP                           |
| Otto Geithner                 | 1876–1948   | USPD   | Sachsen-Gotha             |                                                                          |
| August Görlach                | 1854–1931   | ThLB   | Sachsen-Gotha             |                                                                          |
| Albert Gottschalk             | 1858–1940   | ThLB   | Sachsen-Weimar-Eisenach   |                                                                          |
| Alfred Grötzsch               | 1860–1945   | DVP    | Reuß                      |                                                                          |
| Friedrich Haas                | 1884–1940   | DVP    | Sachsen-Meiningen         | nachgerückt am 13. Oktober 1920 für Bernhard Jacobi                      |
| Ernst Härtrich                | 1871–1928   | ThLB   | Sachsen-Meiningen         |                                                                          |
| Emil Hartmann                 | 1868–1942   | SPD    | Schwarzburg-Rudolstadt    |                                                                          |
| Karl Hermann                  | 1885–1973   | USPD   | Sachsen-Weimar-Eisenach   |                                                                          |
| Ernst Höfer                   | 1879–1931   | ThLB   | Sachsen-Meiningen         |                                                                          |
| Emil Höllein                  | 1880–1929   | USPD   | Sachsen-Weimar-Eisenach   | Mandat niedergelegt am 3. November 1920 (Nachfolger: Richard Zimmermann) |
| Arthur Hofmann                | 1863–1944   | SPD    | Sachsen-Meiningen         | Mandat niedergelegt am 31. Juli 1920 (Nachfolger: August Wichtendahl)    |
| Hans Bernhard Jacobi          | 1886–1940   | DVP    | Sachsen-Meiningen         | Mandat niedergelegt am 30. September 1920 (Nachfolger: Friedrich Haas)   |
| Richard Kahnt                 | 1871–n.e.   | USPD   | Reuß                      |                                                                          |
| Carl Kien                     | 1869–1943   | DNVP   | Sachsen-Meiningen         |                                                                          |
| Paul Kieß                     | 1894–1941   | SPD    | Sachsen-Weimar-Eisenach   |                                                                          |
| Paul Kiß                      | 1871–1947   | USPD   | Reuß                      |                                                                          |
| Karl Knauer                   | 1872–1951   | SPD    | Sachsen-Meiningen         |                                                                          |
| Louis Krause                  | 1873–1961   | DNVP   | Sachsen-Altenburg         |                                                                          |
| Paul Lärtz                    | 1885–1967   | USPD   | Sachsen-Meiningen         |                                                                          |
| Hermann Leber                 | 1860–1940   | SPD    | Sachsen-Weimar-Eisenach   |                                                                          |
| Karl Leps                     | 1883–1945   | USPD   | Schwarzburg-Rudolstadt    |                                                                          |
| Erich W. Mackeldey            | 1892–1945 1 | ThLB   | Schwarzburg-Rudolstadt    |                                                                          |
| Karl Mehnert                  | 1872–1961   | DDP    | Sachsen-Altenburg         |                                                                          |
| Alfred Metzschke              | 1857–1941   | SPD    | Sachsen-Altenburg         |                                                                          |
| Arno Neumann                  | 1872–1926   | DVP    | Sachsen-Weimar-Eisenach   |                                                                          |
| Viktor Neumann                | 1868–1922   | DVP    | Sachsen-Weimar-Eisenach   |                                                                          |
| Arnold Paulssen               | 1864–1942   | DDP    | Sachsen-Weimar-Eisenach   |                                                                          |
| Erich Port                    | 1891–1964   | ThLB   | Reuß                      |                                                                          |
| Louis Rennert                 | 1880–1944   | SPD    | Sachsen-Meiningen         |                                                                          |
| Hugo Riehmann                 | 1873–1938   | ThLB   | Sachsen-Gotha             |                                                                          |
| Fritz Rohleder                | 1867–1949   | USPD   | Sachsen-Altenburg         |                                                                          |
| Emma Sachse                   | 1887–1965   | SPD    | Sachsen-Altenburg         |                                                                          |
| Marie Schulz                  | 1882–1935   | DDP    | Reuß                      |                                                                          |
| Hermann Tamm                  | 1868–1946   | DVP    | Reuß                      |                                                                          |
| Albin Tenner                  | 1885–1967   | USPD   | Sachsen-Gotha             |                                                                          |
| Emil Vetterlein               | 1856–1934   | USPD   | Reuß                      |                                                                          |
| Erich Wernick                 | 1877–1956   | ThLB   | Sachsen-Weimar-Eisenach   |                                                                          |
| August Wichtendahl            | 1874–1963   | SPD    | Sachsen-Meiningen         | nachgerückt am 10. September 1920 für Arthur Hofmann                     |
| Georg Witzmann                | 1871–1958   | DVP    | Sachsen-Gotha             |                                                                          |
| Richard Zimmermann            | 1876–1969   | USPD   | Sachsen-Weimar-Eisenach   | nachgerückt am 10. November 1920 für Emil Höllein                        |